# Hiệp định Marrakesh
Hiệp định Marrakesh hay Tuyên ngôn Marrakesh, là một hiệp định được ký kết ở Marrakesh, Maroc, vào ngày 15 tháng 4 năm 1994, về việc sửa đổi Hiệp định chung về Thuế quan và Thương mại và lập Tổ chức Thương mại Thế giới. Hiệp định chính thức có hiệu lực từ 1 tháng 1 năm 1995.
Hiệp định này được phát triển từ Hiệp định chung về Thuế quan và Thương mại (General Agreement on Tariffs and Trade- GATT), được bổ sung bởi một vài hiệp định trong các vấn đề khác như Hiệp định Chung về Thương mại và Dịch vụ, Hiệp định về việc Áp dụng các biện pháp vệ sinh và Kiểm dịch thực vật, Hiệp định về Các khía cạnh thương mại của Quyền sở hữu trí tuệ và Hiệp định về Hàng rào kỹ thuật trong thương mại. Hiệp định Marrakesh ngoài ra còn tạo ra một phương thức mới, hiệu quả hơn, và có tính pháp lý trong việc giải quyết tranh chấp. Những hiệp định khác nhau trong hiệp định Marrakesh tạo thành một thể thống nhất, không có bất kỳ tổ chức nào có quyền chỉ đồng ý với một phần hiệp định.

## Chú giải
1. ↑  Marrakesh Declaration of 15 April 1994 at World Trade Organization